# River Rivelin
River Rivelin är ett vattendrag i Storbritannien.   Det ligger i riksdelen England, i den sydöstra delen av landet, 230 km norr om huvudstaden London.